# Келечі Нвакалі
Келечі Нвакалі (англ. Kelechi Nwakali, нар. 5 червня 1998, Оверрі) — нігерійський футболіст, півзахисник іспанського клубу «Уеска».
Виступав, зокрема, за клуб «Уеска», а також національну збірну Нігерії.

## Клубна кар'єра
Народився 5 червня 1998 року в місті Оверрі. Починав займатися футболом на батьківщині у «Даймонд Футбол Акедемі», звідки 2016 року перебрався до академії лондонського «Арсенала».
Того ж 2016 року дебютував у дорослому футболі на рівні другого нідерландського дивізіону, де протягом сезону на правах оренди грав за команду МВВ. Згодом протягом півроку грав в елітному дивізіоні Нідерландів за «ВВВ-Венло», після чого знову захищав кольори МВВ.
Сезон 2018–19 провів також в оренді у складі португальського «Порту Б», за команду якого провів лише декілька ігор на рівні португальської Сегунди.
2 вересня 2019 року на умовах повноцінного контракту приєднався до іспанської «Уески». У своєму першому сезоні в Іспанії провів лише 5 матчів за команду, що здобула підвищення в класі до Ла-Ліги. На початку наступного сезону встиг провести декілька ігор за команду з Уески в елітному іспанському дивізіоні, після чого повернувся до другого дивізіону, де на умовах оренди грав за «Алькоркон».
Влітку 2021 року повернувся до «Уески».

## Виступи за збірні
2015 року дебютував у складі юнацької збірної Нігерії (U-17), загалом на юнацькому рівні взяв участь у 10 іграх, відзначившись 4 забитими голами.
Протягом 2016–2019 років залучався до складу молодіжної збірної Нігерії. На молодіжному рівні зіграв у 7 офіційних матчах і забив 2 голи.
2018 року дебютував в офіційних матчах у складі національної збірної Нігерії. У складі збірної був учасником Кубка африканських націй 2021 року, що проходив на початку 2022 року в Камеруні, де взяв участь в усіх іграх групового етапу.
| Дата      | Місто    | Господарі    | Результат | Гості   | Турнір                                   | Голи | Примітки |
| --------- | -------- | ------------ | --------- | ------- | ---------------------------------------- | ---- | -------- |
| 11-9-2018 | Монровія | Ліберія      | 1 – 2     | Нігерія | товариський матч                         | -    | 75'      |
| 11-1-2022 | Гаруа    | Нігерія      | 1 – 0     | Єгипет  | Кубок африканських націй 2021 - 1-й етап | -    | 80'      |
| 15-1-2022 | Гаруа    | Нігерія      | 3 – 1     | Судан   | Кубок африканських націй 2021 - 1-й етап | -    | 65'      |
| 19-1-2022 | Гаруа    | Гвінея-Бісау | 0 – 2     | Нігерія | Кубок африканських націй 2021 - 1-й етап | -    | 76'      |
| Усього    |          | Матчів       | 4         |         | Голів                                    | 0    |          |

## Титули і досягнення
- Чемпіон світу (U-17): 2015